# El passatger clandestí
El passatger clandestí és un telefilm dramàtic catalanofrancès de 1995 dirigida per Agustí Villaronga. És una adaptació de la novel·la homònima de Georges Simenon i té una durada de 96 minuts. Forma part del Cicle Simenon.
La pel·lícula es va gravar originalment en llengua francesa i es va doblar al castellà i al català. Els actors i actrius de la pel·lícula provenen de diversos països. Pilar Pedraza, l'autora d'Agustí Villaronga, va argumentar que la pel·lícula va ser una "experiència interessant".
Una altra adaptació cinematogràfica del mateix llibre, titulada The Stowaway, es va estrenar el 1958.

## Sinopsi
Diverses persones intenten prendre el control de l'herència d'un magnat del cinema anglès recentment mort. Viatgen a Papeete, a la Polinèsia Francesa, per buscar l'hereu.
El mateix Villaronga va dir que es tractava d'una adaptació molt "lleugera".